# Rosenbad

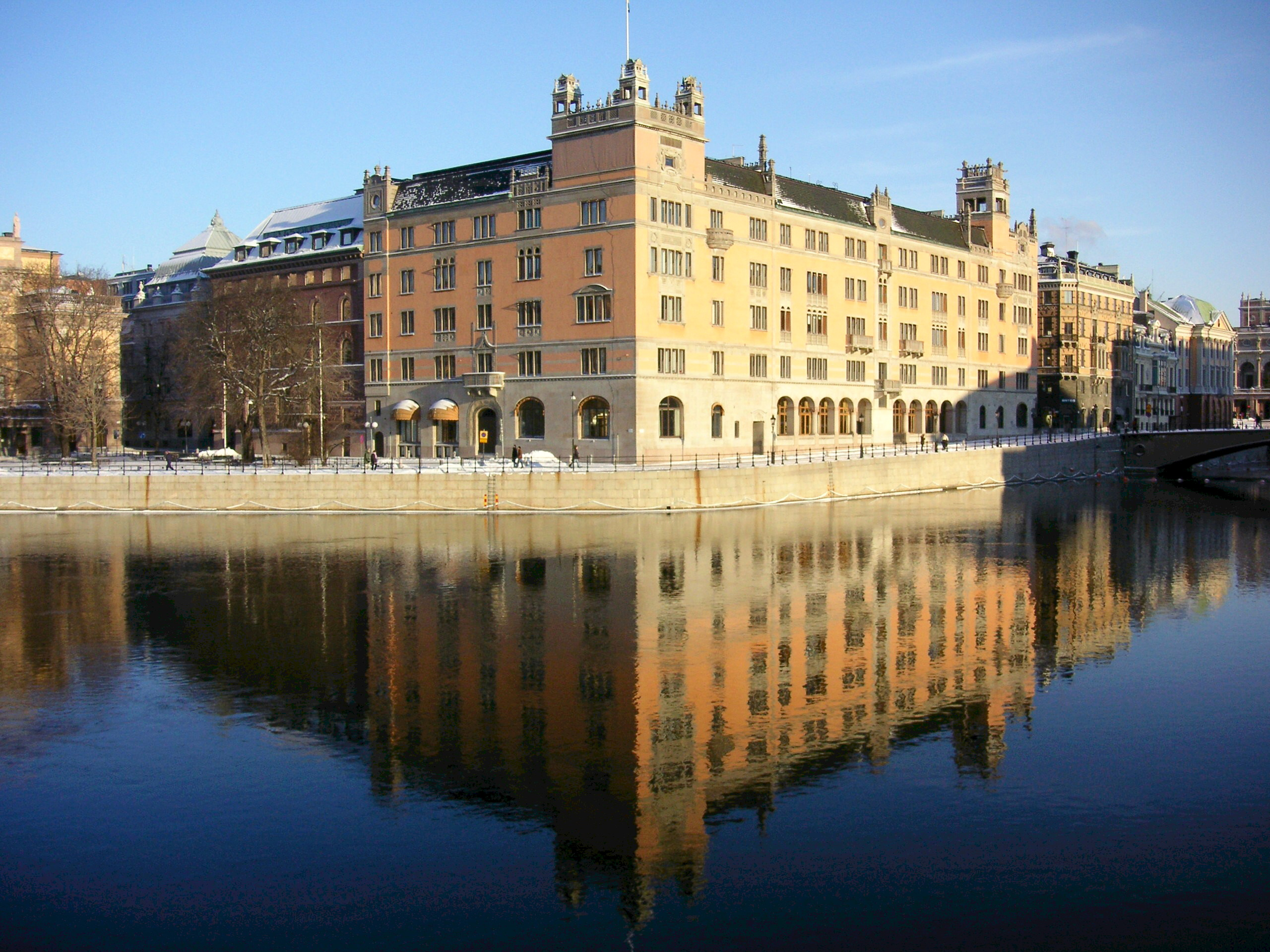
Rosenbad sett från Vasabron, 2006.

Rosenbad är en byggnad på Norrmalm i centrala Stockholm, belägen i kvarteret Rosenbad vid Strömgatan. 
Byggnaden utgör säte för Sveriges regering. Här har statsministern sitt tjänsterum, regeringen sammanträder här och presskonferenserna hålls i huset. Även Statsrådsberedningen, justitie- och migrationsministern, inrikesministern samt delar av Justitiedepartementet finns här. I sin helhet omfattar Regeringskansliet tolv departement fördelade över tio kvarter i den så kallade Departementsstaden på södra Norrmalm. Byggnaden är blåmärkt av Stadsmuseet i Stockholm vilket innebär "att bebyggelsen bedöms ha synnerligen höga kulturhistoriska värden". Rosenbads byggnader är sedan 1935 byggnadsminnesmärkta.
Åren 2018–2023 renoverades hela kvarteret och Regeringskansliets verksamhet var under tiden inrymd i kringliggande kvarter.

## Historik
Namnet härrör från den badstuga som låg här sedan 1684. Den ägdes av den tyskfödde badmästaren Christoffer Thiel och hette då troligen Lillienbadh. Namnet ändrades 1708 till Rosenbad. I Nürnberg fanns redan i början på 1500-talet ett Rosenbad där man använde oljor av liljor och rosor för att uppnå medicinsk effekt.

## Arkitektur

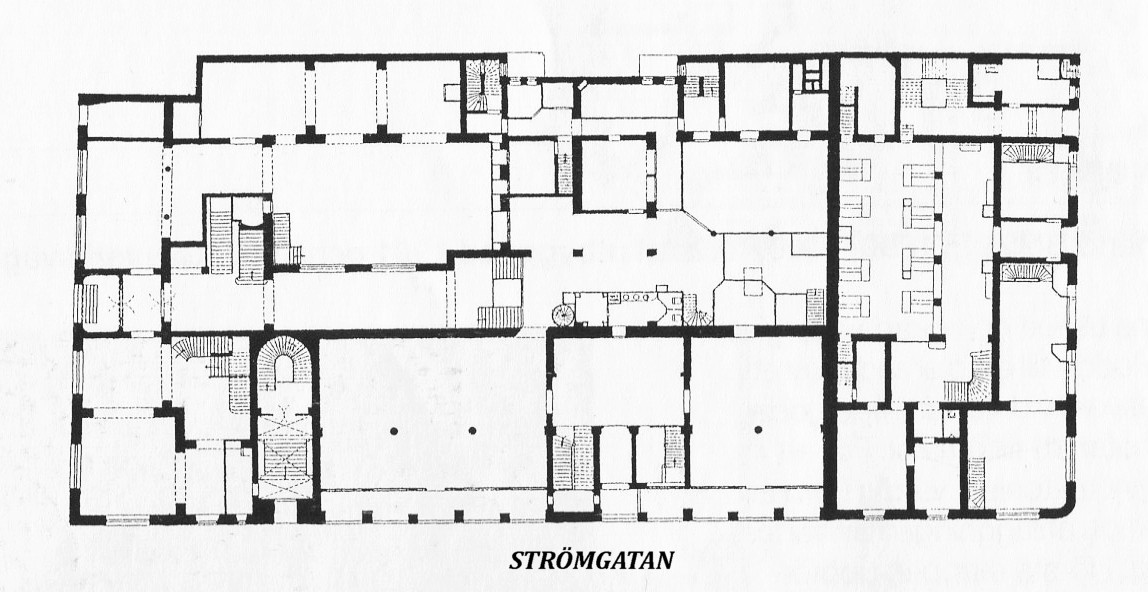
Planritning, bottenvåning.

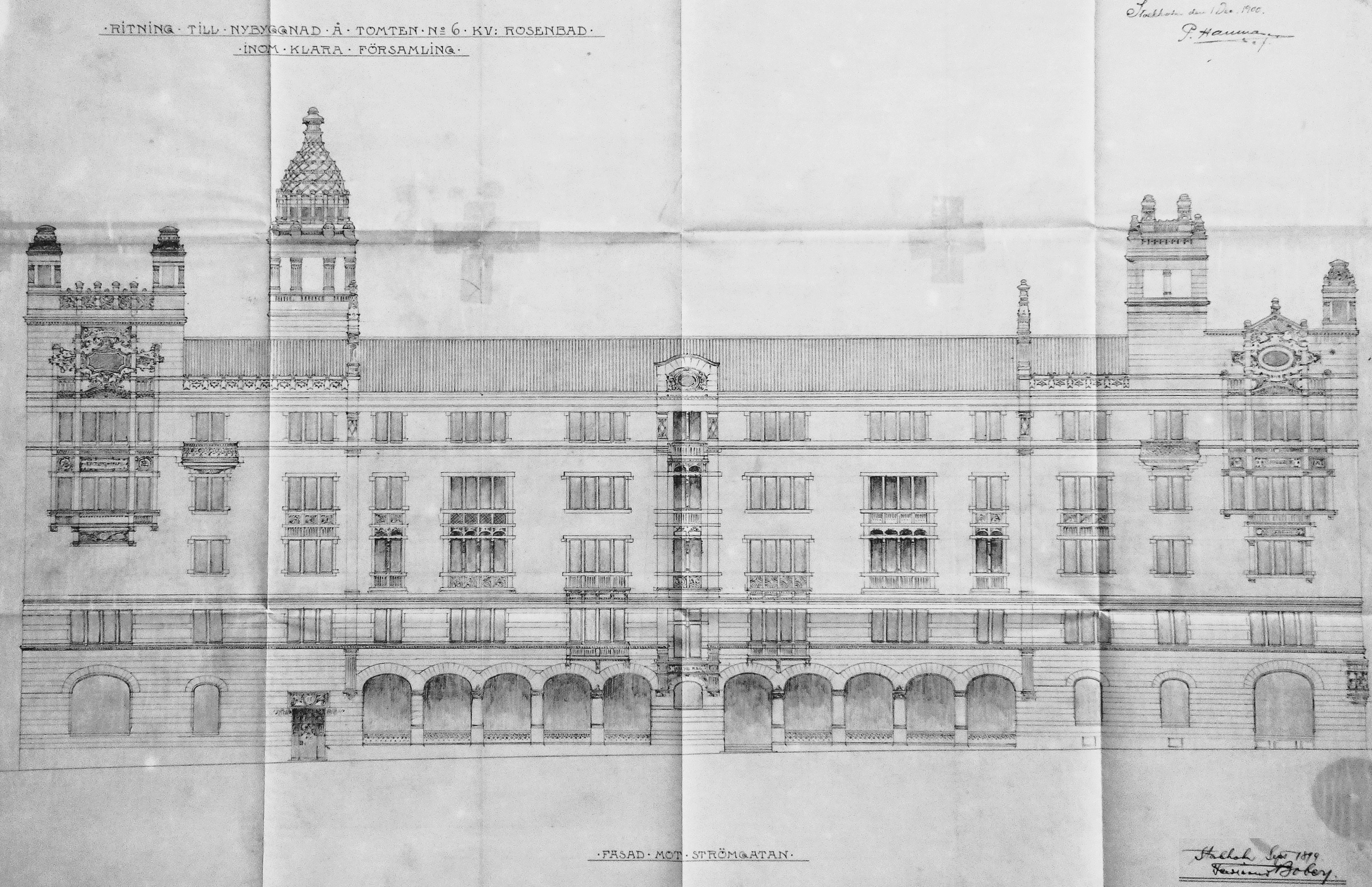
Ferdinand Bobergs ritning från september 1899, fasad mot Strömgatan.

Byggnaden är ritad av arkitekten Ferdinand Boberg för AB Rosenbad och Nordiska Kreditbanken och stod färdig 1902. Huset, som byggdes på tomten för det tidigare Bondeska palatset, upptar halva kvarteret. Rosenbad uppfördes av byggmästaren Lars Östlihn enligt ett byggnadsprogram som omfattade exklusiva privatvåningar, restaurang, kafé, banklokaler, butiker och kontorslokaler. De olika verksamheterna kunde nås från olika entréer och trapphus.
Byggnaden är gestaltad i jugend och rikt dekorerad med detaljrika utsmyckningar huggna i ljusröd och vit sandsten. Hushörnen mot Strömgatan domineras av genombrutna torn, som tecknar ett spetsverk mot himlen och är en typisk Boberg-arkitektur. Hela byggkomplexet med sitt läge intill Norrström för tanken till ett sengotiskt palats i Venedig. Ett venetianskt uttryck framträder särskild i den överbyggda restauranglokalen på gården med väggbeklädnader av marmor och mosaik. Rummet är känt från regeringens offentliga framträdanden. 

## Restaurang Rosenbad

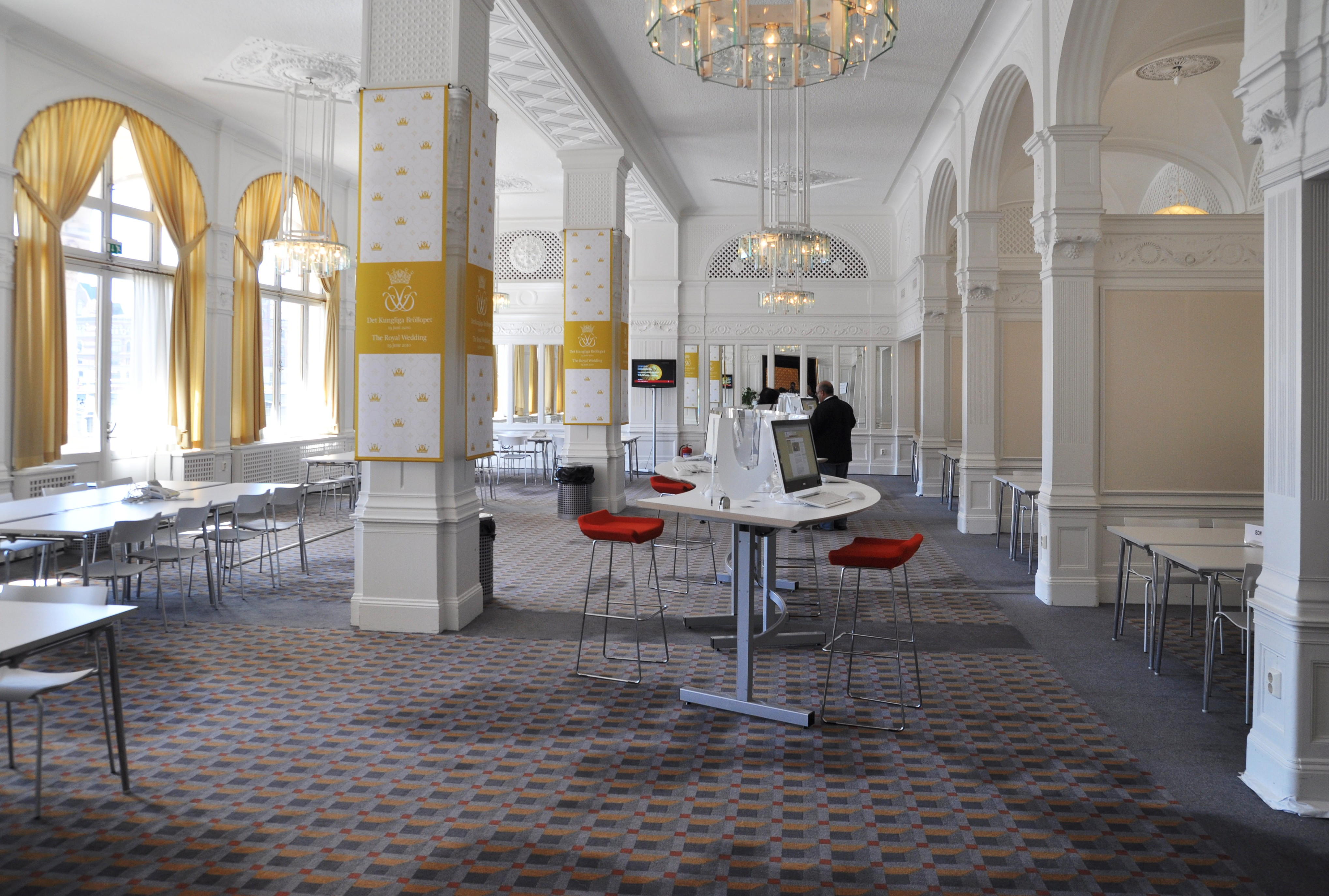
Rosenbads före detta "Vita matsalen".

Restaurang Rosenbad var en exklusiv restaurang belägen i Rosenbads byggnad. Rosenbad bestod av flera olika restauranger och caféer på olika våningar som ritats av Ferdinand Boberg. Stället öppnade den 8 februari 1904 och blev snabbt en populär mötesplats för politiker, konstnärer och författare samt tidningsfolk från de närbelägna Klarakvarteren. Rosenbads restaurang stängde 1956 och regeringskansliet tog över lokalerna som blev kontor, mötesrum och arkiv. Den förnämliga ”Vita matsalen” existerar fortfarande och nyttjas numera bland annat som festlokal. Den räknas till en av Bobergs vackraste rumsskapelser.

## Omvandlingen till regeringskansli
Staten hade börjat ta över delar av Rosenbad 1919, och 1922 flyttade det nybildade Handelsdepartementet in. Anpassningen till statlig byggnad ombesörjdes bland annat av arkitekten Sven Silow. 
Regeringskansliets historiska motsvarighet var Kunglig Majestäts kansli, vilket huserade i Stockholms slott. Trångboddhet blev snart ett problem och under 1700-talet flyttade verksamheten över till Mynthuset, senare kallat Kanslihuset, vid Mynttorget nära slottet. 
Under åren fram till 1980-1981 omvandlades Rosenbad invändigt till funktionella kontorslokaler för Regeringskansliet, genom Tengbom arkitekter. Omvandlingen omvärderades senare, och en hel del av originalutsmyckningen har kunnat återställas. 1981 övergavs Kanslihuset för gott, och statsministerns kontor flyttades till Rosenbad.

## Lokaler
Bella Venezia (även kallat "Bella") är namnet på pressrummet i Rosenbad. Namnet kommer från en restaurang som tidigare låg i Rosenbad.

## Fasaddetaljer

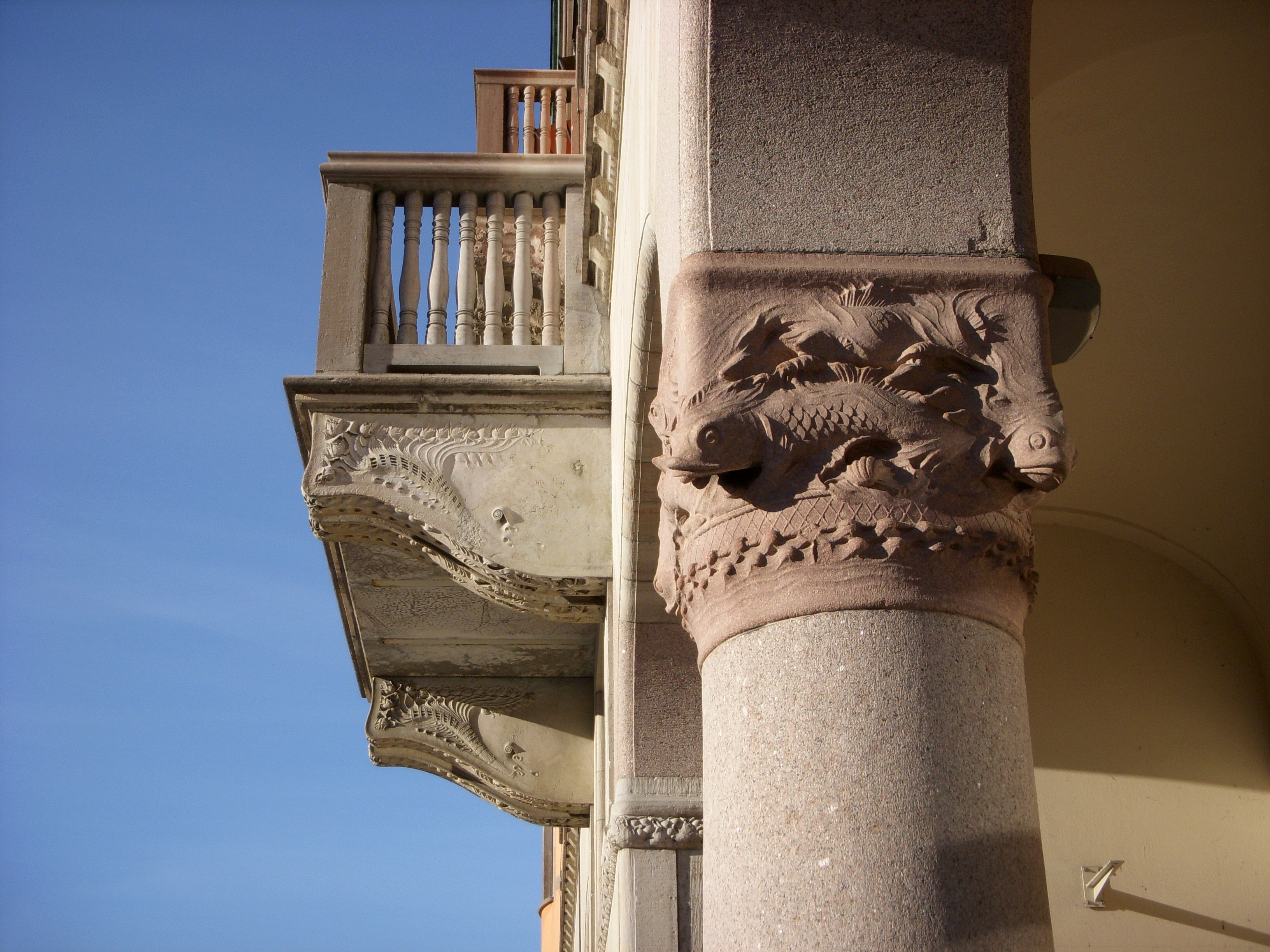
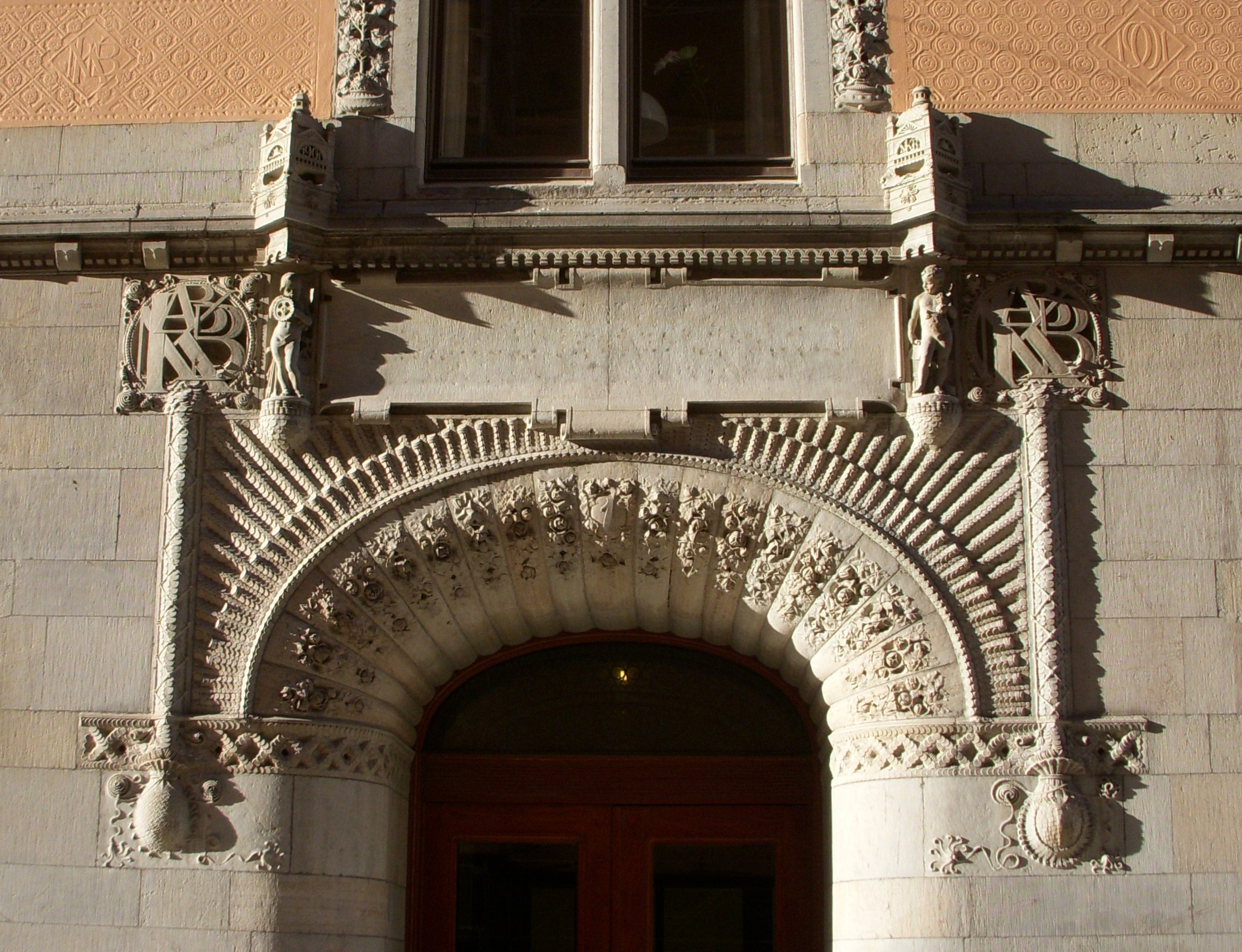
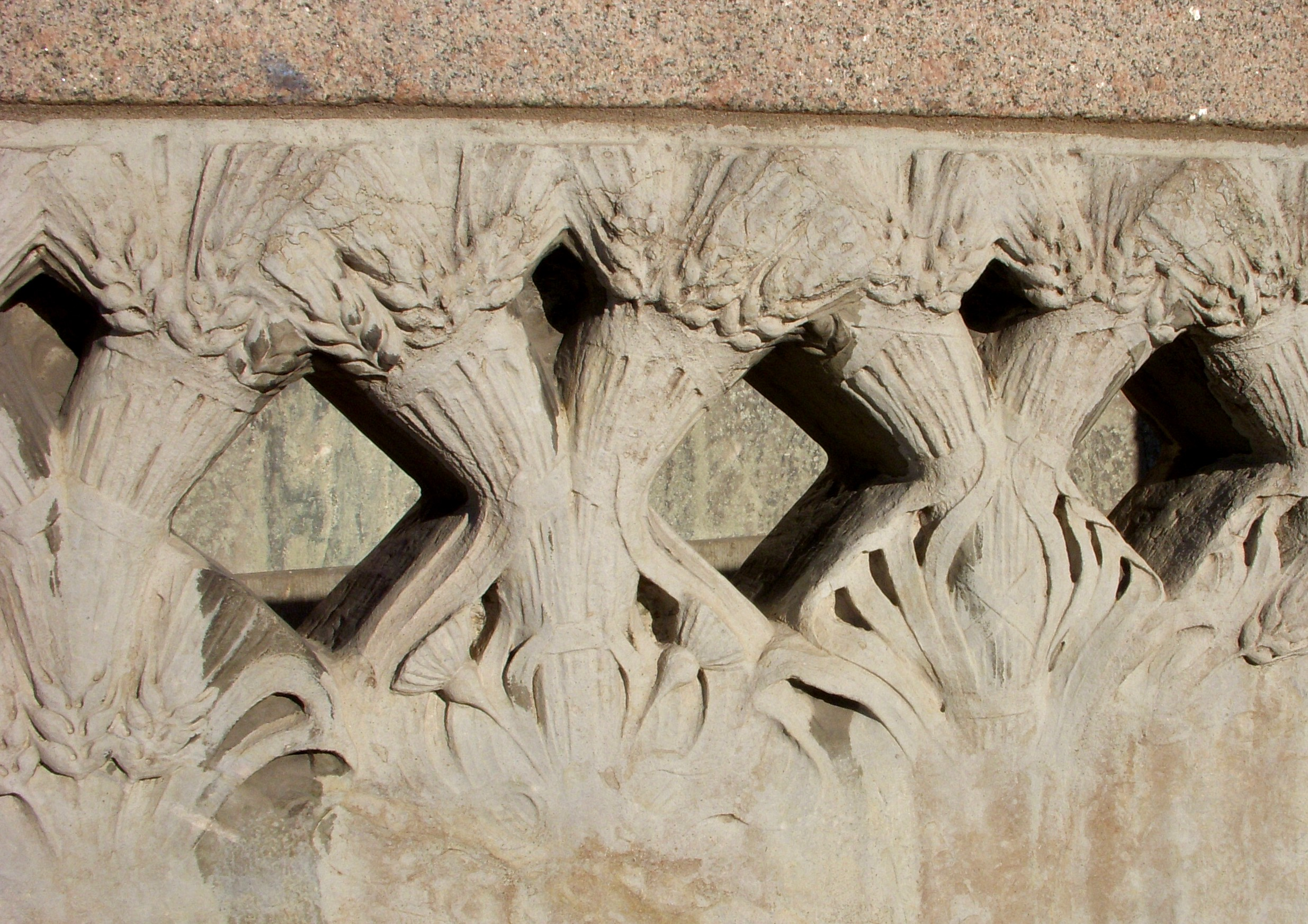
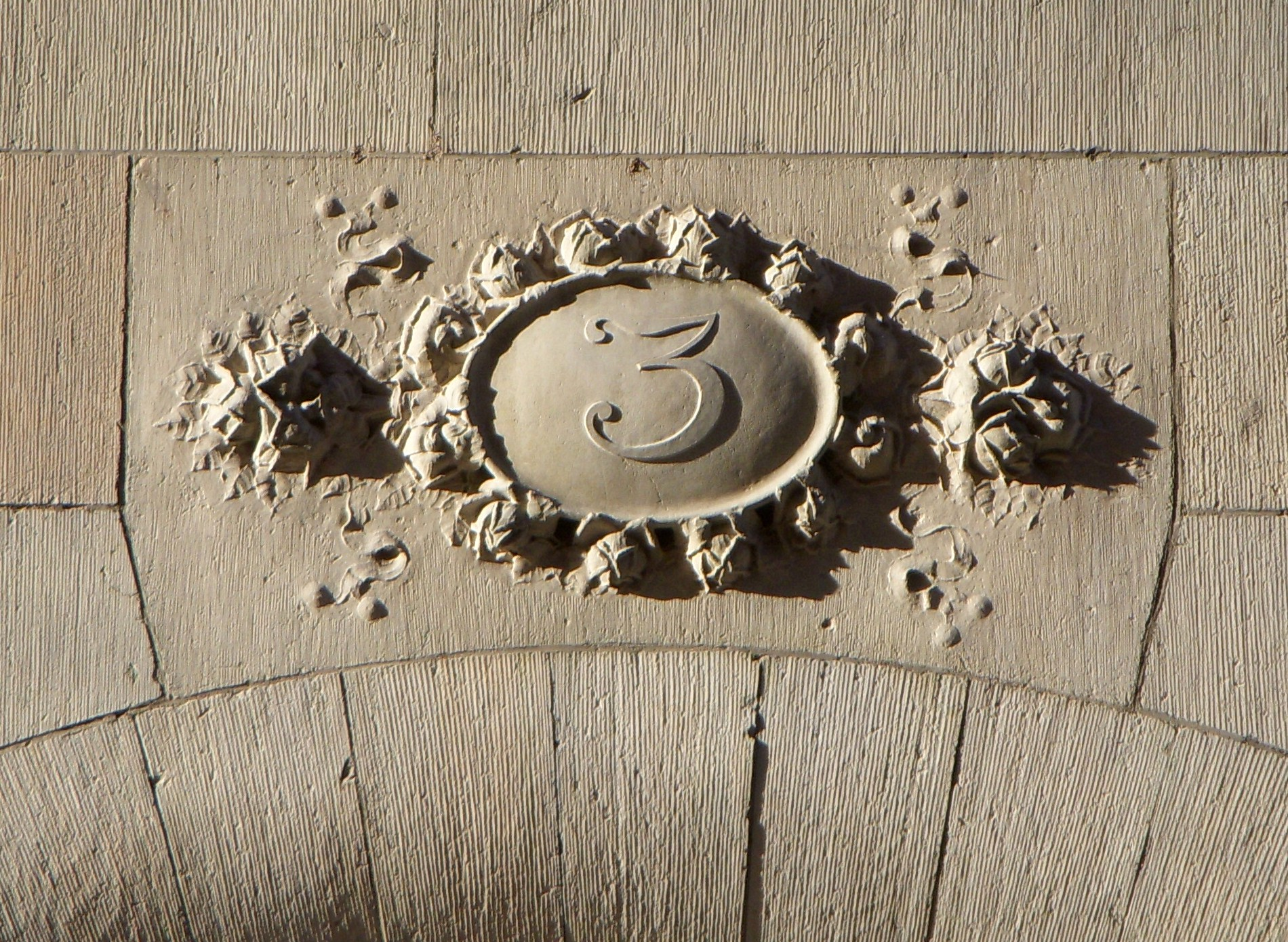
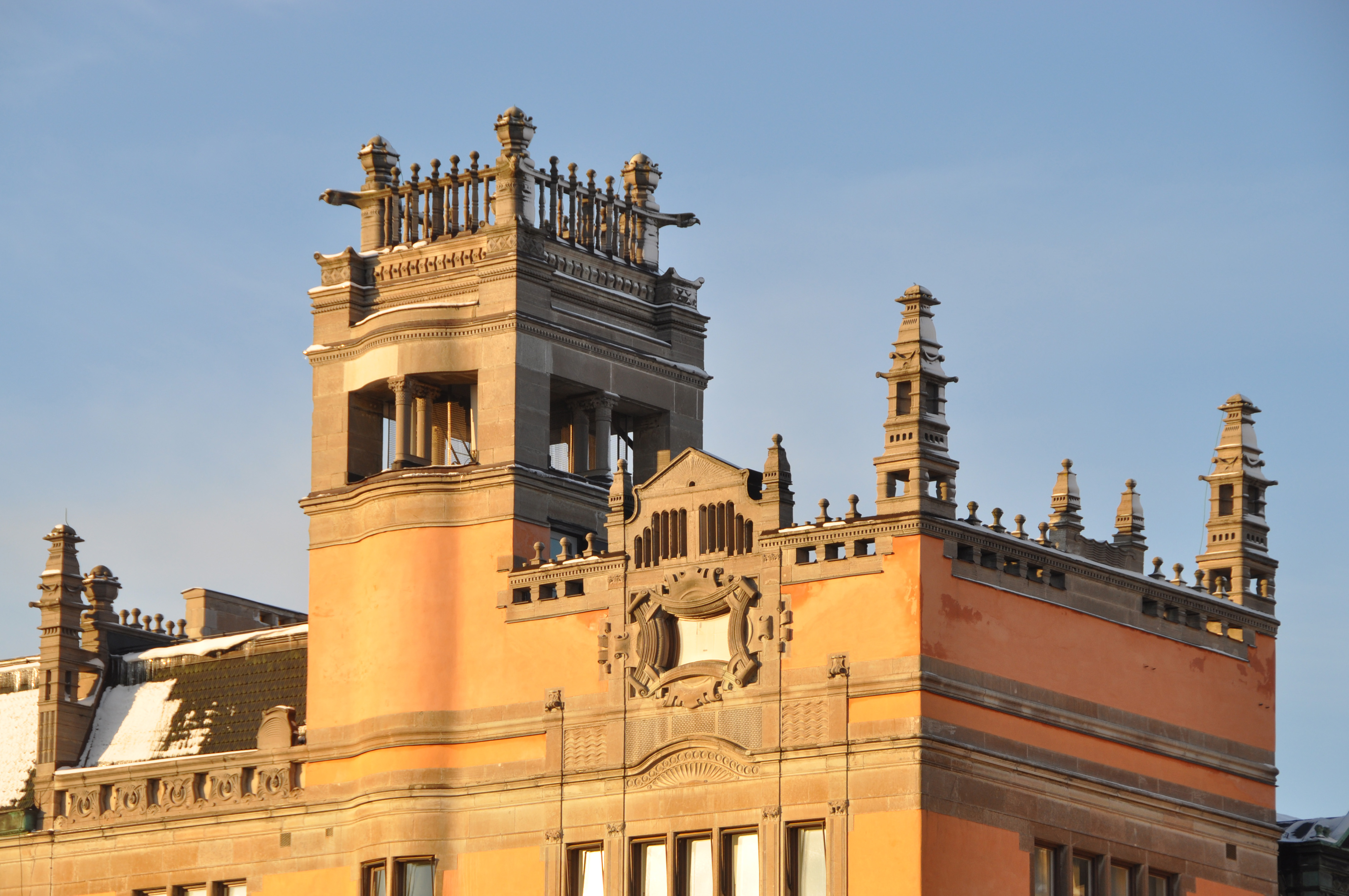

## Referenser

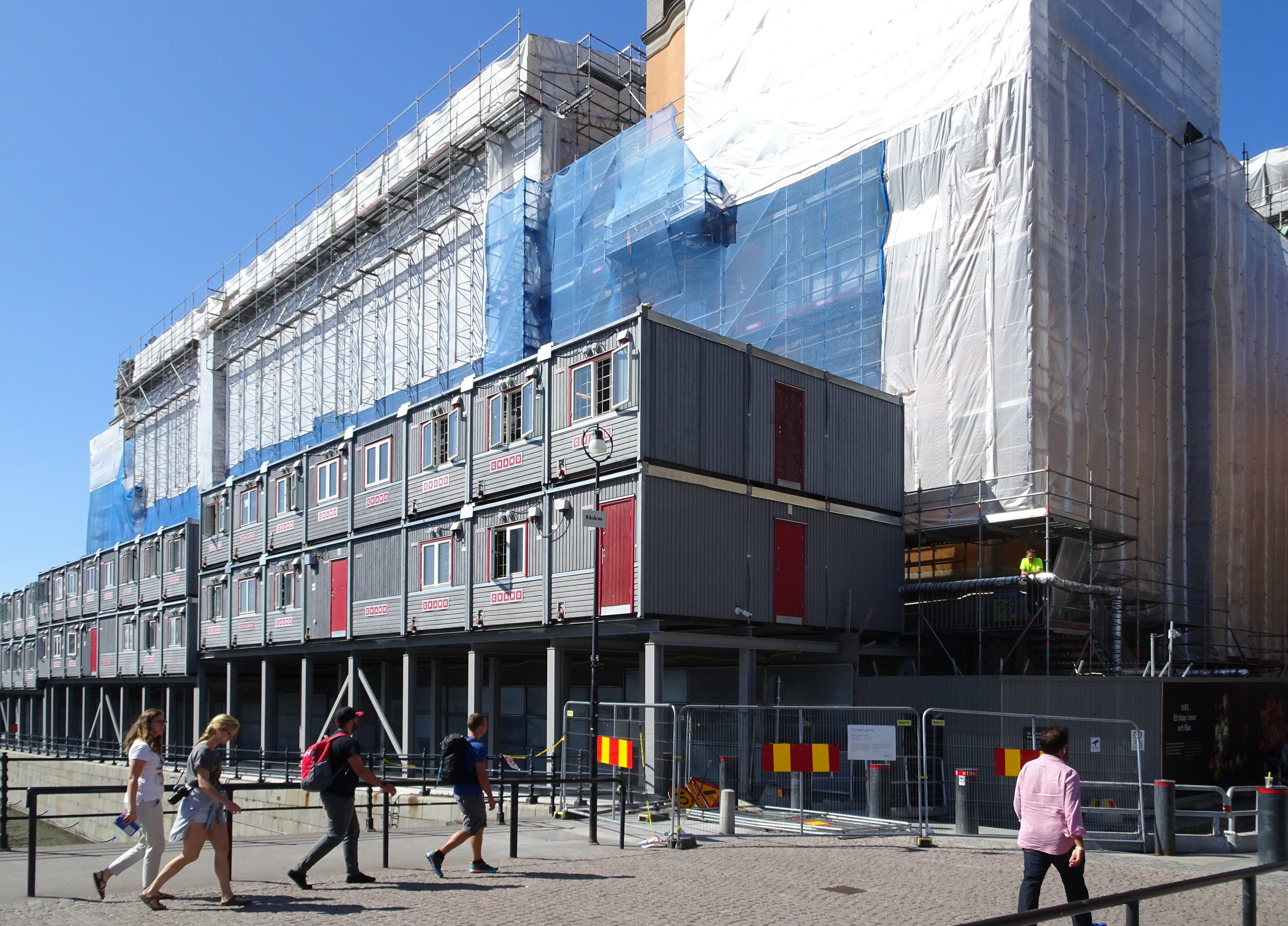
Renovering av Rosenbad pågick mellan 2019 och 2023.